# Sara Cunial
Sara Cunial (Roma, 8 luglio 1979) è una politica italiana.
Dopo essere stata espulsa dal gruppo parlamentare del MoVimento 5 Stelle – partito con cui era stata eletta alla Camera dei Deputati nel 2018 – per via del suo atteggiamento, ritenuto non collaborativo dai vertici del partito, e per le sue posizioni antiscientifiche, è entrata a far parte del Gruppo misto nella componente Non Iscritti. Alle elezioni politiche anticipate del 25 settembre 2022 non è stata rieletta.

## Biografia
È laureata in chimica industriale all'Università degli Studi di Padova, entrata in politica nel 2018, venendo eletta alla Camera dei deputati per il Movimento 5 Stelle come capolista nella circoscrizione Veneto 2. Durante la sua campagna elettorale definisce i vaccini come «un genocidio», venendo dapprima sospesa dal Movimento e poi riammessa.
È stata componente della XIII Commissione Agricoltura dal 21 giugno 2018 al 10 maggio 2019, per poi diventare membro della VIII Commissione Ambiente, Territorio e Lavori pubblici.
Il 17 aprile 2019 viene espulsa dal gruppo parlamentare del M5S dopo aver definito la linea del Movimento circa la questione della fitopatologia OQDS-xylella – che colpisce gli ulivi pugliesi dal 2013 – «uno scempio in nome e per conto delle agromafie». Altro motivo dell'espulsione era legato alle posizioni antiscientifiche della deputata. Iscrittasi al Gruppo misto, il 22 aprile 2019 rende nota l'espulsione dal partito.
Nel maggio 2020 lancia R2020, un coordinamento di movimenti fondato insieme al consigliere regionale del Lazio Davide Barillari e all'ex deputato Ivan Catalano, entrambi fuoriusciti dal M5S.
A luglio 2022, in vista delle elezioni politiche, fonda la lista Vita insieme a Silvana De Mari e ad altri esponenti di gruppi antivaccinisti, attivi nella disinformazione sul SARS-CoV-2 e contro la quinta generazione della telefonia mobile. La lista, a livello nazionale, ottiene lo 0,8% dei voti, non eleggendo di conseguenza nessun rappresentante. Alle elezioni provinciali di Bolzano del 2023 la lista prende il 2,57% eleggendo un consigliere provinciale. In occasione delle elezioni europee del 2024 Vita aderisce a Libertà, lista elettorale promossa da Cateno De Luca di Sud chiama Nord, e la Cunial si candida nelle circoscrizioni Nord Occidentale e Orientale: : nella prima si piazza seconda con circa 6.150 preferenze mentre nella seconda è la prima con circa 9.770 voti ma la lista non supera la soglia di sbarramento.

## Procedimenti giudiziari

### Oltraggio e minaccia a pubblico ufficiale (2021)
L'11 maggio 2021 la procura della Repubblica presso il tribunale di Aosta ha iscritto la Cunial nel registro delle notizie di reato, con l'accusa di oltraggio e minaccia a pubblico ufficiale, nonché di essersi rifiutata di fornire le generalità, in occasione di una manifestazione ad Aosta contro le misure restrittive dovute alla pandemia da COVID-19. L'11 ottobre 2021, al termine delle indagini, è stata citata a giudizio dalla procura presso il tribunale di Aosta, con le imputazioni di rifiuto d'indicazioni sulla propria identità personale, oltraggio e minaccia a pubblico ufficiale.
Dopo una prima udienza, tenutasi il 18 maggio 2022, ove la Cunial e il pubblico ministero hanno chiesto l'audizione di due testimoni ciascuno, il processo è stato rinviato al 7 giugno 2022. In tale data, la deputata ha chiesto che le venisse riconosciuta l'immunità parlamentare per le accuse a lei rivolte, ai sensi dell'articolo 68 della Costituzione. Nonostante il Tribunale abbia ritenuto «manifestamente infondata» la questione sollevata dalla Cunial, il processo è stato sospeso, in quanto ― secondo la legge 140/2003 ― gli atti vanno comunque trasmessi alla Camera che deve pronunciarsi sull'autorizzazione a procedere. Il processo è stato dunque rinviato al 28 febbraio 2023 e poi al 10 ottobre, dato che la Camera dei Deputati non aveva ancora inviato la delibera sull'autorizzazione a procedere. Il 30 marzo la giunta per le autorizzazioni a procedere della Camera ha acconsentito al processo nei confronti dell'ex parlamentare. Il processo è stato ulteriormente rinviato al 5 marzo 2024 perché il tribunale di Aosta non aveva ancora ricevuto dalla Camera il provvedimento per procedere. Il 27 marzo il tribunale di Aosta l'ha condannata a sette mesi di reclusione o al pagamento di un risarcimento danni per oltraggio e minaccia a pubblico ufficiale, mentre è stata assolta dall'accusa di rifiuto d'indicazioni sulla propria identità personale.

## Controversie

### Disinformazione sui vaccini
Il 6 gennaio 2018 viene momentaneamente sospesa dal Movimento 5 Stelle in seguito a un post pubblicato su Facebook dove aveva definito le vaccinazioni come un «genocidio gratuito», ritenendole vere e proprie politiche di eutanasia di massa.
In seguito viene riammessa alle liste del Movimento ed eletta nella circoscrizione Veneto 2.
Nel gennaio 2019 organizza presso la Camera dei deputati una conferenza stampa sulla presunta letalità dei vaccini e per propagandare posizioni contrarie alle vaccinazioni, intitolata Il Vaccini-gate in Parlamento. Durante la conferenza vengono presentati dati su una presunta pericolosità dei vaccini scientificamente infondati e basati su fonti riprese parzialmente ed in maniera grossolana.
Lo stesso giorno il Ministro della Salute Giulia Grillo si è dichiarata «assolutamente contraria» all'iniziativa, mentre il capogruppo alla Camera del Movimento 5 Stelle Francesco D'Uva ha affermato che il M5S prendeva le distanze dall'iniziativa della Cunial. La Federazione Italiana dei Medici chiese formalmente al Presidente della Camera Fico di annullare l'evento, mentre il PD fece appello alla stampa parlamentare affinché disertasse la conferenza. Peraltro, anche Mara Carfagna (FI) espresse il suo disappunto per l'evento, ritenendo «sbagliato che la Camera ospiti, per tramite di una deputata, personalità che propugnano tesi antiscientifiche e no vax».

### Disinformazione sulla COVID-19
In merito alla pandemia di COVID-19 la deputata ha assunto più volte posizioni contrarie alle evidenze scientifiche e ha criticato i provvedimenti atti a contenere la diffusione del virus.
Nell'aprile 2020 è stata fermata dalla polizia locale di Roma nell'ambito dei controlli per l'emergenza coronavirus mentre percorreva in auto la strada statale 8 Via del Mare e sanzionata nonostante sostenesse di voler raggiungere il mare per motivi di lavoro.
Il 24 aprile, al termine di un intervento alla Camera verso la condotta del governo, ha accusato di "aver distrutto i diritti fondamentali, naturali e costituzionali" e ha stracciato platealmente delle copie dei DPCM.
Il 14 maggio 2020, durante la dichiarazione di voto sul decreto-legge COVID, ha suscitato polemiche per aver chiamato in causa l'ex presidente della Repubblica Giorgio Napolitano. Nello stesso discorso ha difeso varie teorie del complotto, fra cui quella del Nuovo ordine mondiale, sui vaccini, gli OGM e sulla tecnologia 5G. Per le dichiarazioni sul Presidente della Repubblica, i gruppi parlamentari di Forza Italia, PD e Italia Viva hanno chiesto alla presidenza della Camera di acquisire le trascrizioni di quelle frasi, per verificare la sussistenza del reato di vilipendio al capo dello Stato.
Nel settembre 2020 è intervenuta alla Camera e ha sostenuto - citando uno studio del Dipartimento della difesa degli Stati Uniti - che chi si sottopone alla vaccinazione antinfluenzale abbia il 36% di possibilità in più di contrarre la COVID-19. In realtà, l'articolo citato sosteneva, al contrario, che coloro che ricevevano il vaccino antinfluenzale riducevano il rischio di influenza rispetto agli individui non vaccinati, senza fare alcun riferimento alla COVID-19.
Ha spesso negato l'utilità delle mascherine come strumento di protezione individuale, affermando invece la loro presunta nocività.
Il 7 dicembre 2020, la Cunial ha sollevato un presunto conflitto di attribuzione tra poteri dello Stato innanzi la Corte costituzionale, nei confronti «delle due Camere che compongono il Parlamento nazionale e del Governo» per i DPCM, i decreti e le ordinanze ministeriali adottati per fronteggiare la pandemia. Secondo la Cunial, le misure in questione riguardavano, fra le altre cose, la sospensione di «vari diritti fondamentali costituzionalmente previsti». Il 10 marzo 2021 il ricorso viene dichiarato «inammissibile» dalla Corte costituzionale poiché non sono state ravvisate violazioni dei principi costituzionali.
La sera del 14 ottobre 2021, a qualche ora dall'introduzione del green pass obbligatorio per poter accedere al luogo di lavoro, per protesta si è barricata per diverse ore nell'ufficio del consigliere regionale ex M5S Barillari.
Nel dicembre 2021, intervenendo alla Camera, ha contestato nuovamente la campagna vaccinale italiana definendola «vergognosa, violenta e pericolosa».
Il 3 agosto 2021 ha trasferito il proprio domicilio parlamentare presso un hotel in Trentino-Alto Adige, il cui titolare aveva deliberatamente violato le norme anti-COVID-19 e del quale era stata di conseguenza disposta la chiusura per dieci giorni dal presidente della provincia di Bolzano Arno Kompatscher. La Cunial agì in questo modo al fine di impedirne la chiusura. Due giorni dopo il titolare dell'albergo ha iniziato a rispettare le norme anti-COVID-19, impegnandosi a pagare tutte le multe ricevute in cambio della sospensione dell'ordinanza di chiusura. Sul "passo indietro" del proprietario dell'hotel, la Cunial non ha voluto rilasciare dichiarazioni alla stampa.

#### Opposizione all'obbligo digreen passalla Camera

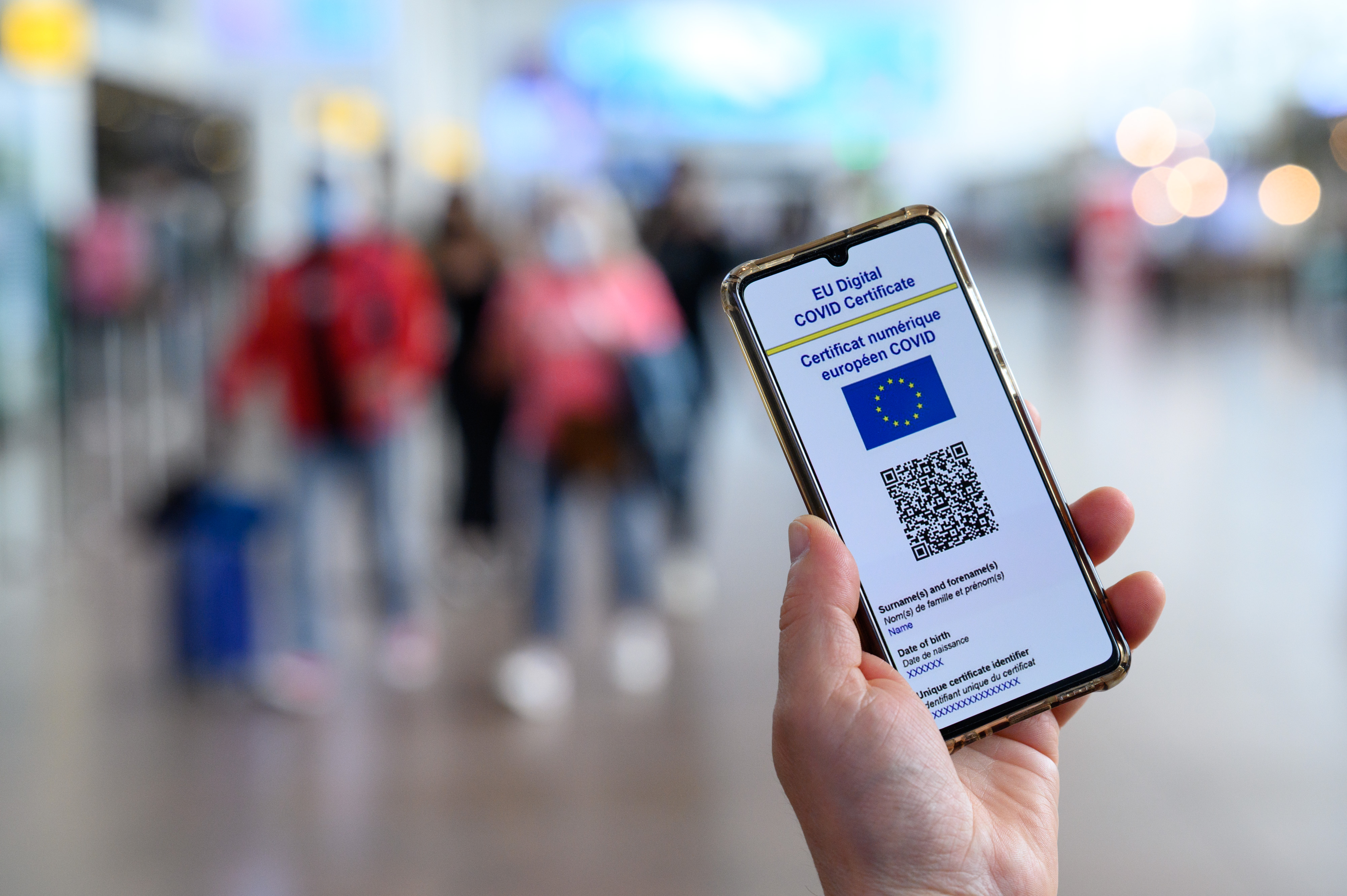
La certificazione verde COVID-19 è stata introdotta dall'UE in tutti gli Stati membri ai sensi del Regolamento (UE) 2021/953 e del Regolamento (UE) 2021/954.

Nel novembre 2021, la Cunial ha presentato al Consiglio di giurisdizione un ricorso contro la delibera dei questori che prevedeva l'obbligo del green pass per accedere alla Camera chiedendone una sospensione immediata motivandola con la sua necessità di votare. Il 25 novembre 2021, il Consiglio di giurisdizione – composto da Alberto Losacco (PD), Stefania Ascari (M5S), e Silvia Covolo (Lega) – si è pronunciato definitivamente nel merito, ritenendo che «non vi [fossero] ragioni d'urgenza per sospendere la decisione dei deputati Questori». Avverso tale decisione, la Cunial ha fatto ricorso al Collegio di Appello e il presidente Andrea Colletti (Misto), in via cautelare, ha disposto la sospensione temporanea dell'ordinanza del 25 novembre, consentendo così alla deputata – nel dicembre 2021 – di accedere ai locali della Camera senza green pass e di votare da una tribuna isolata. Il 17 dicembre 2021, il Collegio di Appello ha rigettato definitivamente il ricorso della deputata, ribadendo che la necessità di esibire il green pass per lo svolgimento dei lavori parlamentari non lede alcuna prerogativa costituzionale. Di conseguenza, essendo sfornita di certificazione verde, la Cunial non ha potuto partecipare all'elezione del Presidente della Repubblica.
Il 12 settembre 2022 la Corte costituzionale ha dichiarato «inammissibile» il conflitto di attribuzioni sollevato dalla Cunial nei confronti del Parlamento in seduta comune, con cui la deputata aveva criticato la mancata partecipazione all'elezione presidenziale.

### Bufale sulla rete 5G
Il 13 maggio 2019 la Cunial ha presentato una mozione che avrebbe impegnato il governo a porre fine alle sperimentazioni e installazioni della rete 5G, che viene respinta dal voto alla Camera l'8 ottobre con 510 voti contrari e 12 a favore. Il 17 febbraio 2021 ha presentato un'interrogazione dedicata ad una del tutto infondata correlazione tra campo elettromagnetico delle antenne 5G e COVID-19.

### Sospensione della pagina Facebook
A luglio 2021 la pagina Facebook ufficiale della Cunial è stata sospesa. Già a maggio 2020 Facebook aveva etichettato un suo video su presunti complotti di Bill Gates come disinformazione.